# Spada di Stalingrado

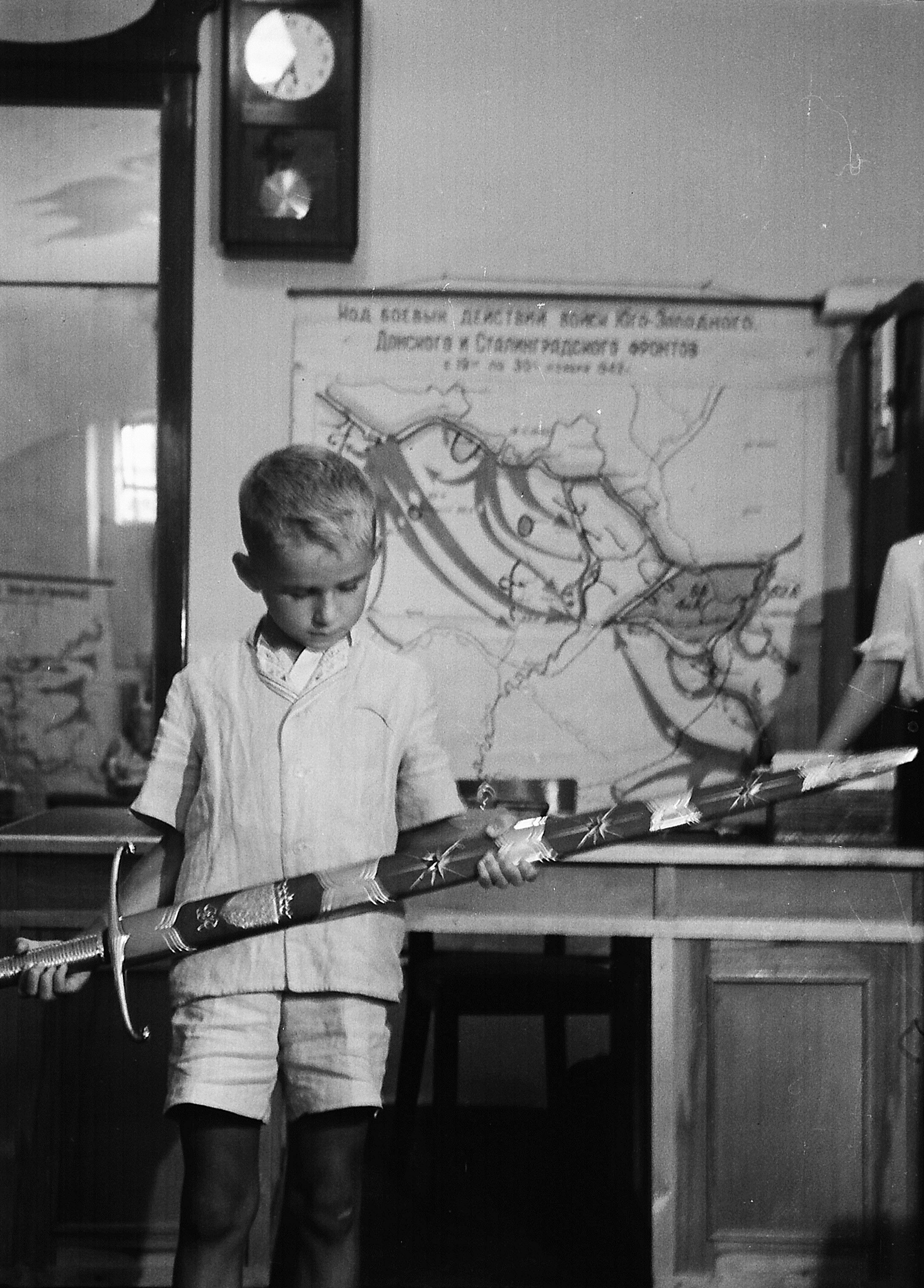
Un bambino osserva la Spada di Stalingrado nel Museo della Battaglia di Stalingrado.

La Spada di Stalingrado è una spada lunga ingioiellata appositamente forgiata e inscritta al comando del re Giorgio VI del Regno Unito come segno di omaggio del popolo britannico ai difensori sovietici della città durante la battaglia di Stalingrado. Il 29 novembre 1943 fu presentata al maresciallo Iosif Stalin dal primo ministro britannico Winston Churchill durante una cerimonia alla conferenza di Teheran, in presenza del presidente Franklin D. Roosevelt e di una guardia d'onore.

## Descrizione
Si tratta di una spada a due mani, a doppio taglio, lunga circa un metro e mezzo, con una balestra in argento massiccio. L'iscrizione in acquaforte, tradotta in russo e inglese recita:
L'impugnatura è rilegata in filo d'oro 18 carati e ha un pomolo di cristallo di rocca con una rosa d'oro d'Inghilterra. Ogni estremità è da 10 pollici ed è modellata a somiglianza della testa di un leopardo e rifinita in oro. La lama da 36 pollici a doppio taglio è lenticolare nella sezione trasversale e forgiata a mano con il miglior acciaio dello Sheffield. Il fodero era realizzato in pelle di agnello persiano, tinto di rosso, anche se alcune fonti suggeriscono che fosse di pelle marocchina ed è decorato con le armi reali, la corona e il cipresso in argento dorato con cinque montature d'argento e tre rubini montati su stelle dorate.

## Cerimonia di presentazione
La presentazione ufficiale fu fatta mentre i tre capi di guerra si riunivano nell'ambasciata sovietica alla conferenza di Teheran del novembre 1943, dove venivano stabiliti i piani finali dell'operazione Overlord. Dopo un ritardo di tre ore, i presidi e le loro delegazioni si riunirono nella grande sala conferenze dell'ambasciata con una guardia d'onore britannica e una sovietica allineate su entrambi i lati della sala. Winston Churchill entrò indossando la sua divisa blu da commodoro della Royal Air Force e una banda militare sovietica suonò "God Save the King" e "The Internationale". Churchill prese la spada da un tenente britannico e, rivolgendosi a Joseph Stalin, dichiarò: "Mi è stato comandato di presentare questa spada d'onore come segno di omaggio del popolo britannico". Stalin baciò il fodero e ringraziò silenziosamente gli inglesi. Quindi offrì la spada per l'ispezione a Franklin Roosevelt seduto, che estrasse la lama e la tenne in alto, dicendo: "Davvero avevano cuori d'acciaio". (In russo, il nome di Stalin è simile alle parole "uomo d'acciaio").
La spada fu sostituita nel suo fodero da Churchill o Stalin. Alla fine della cerimonia, Stalin lo consegnò inaspettatamente a uno dei suoi compagni più vecchi e fedeli, il maresciallo Kliment Efremovič Vorošilov.
L'originale è esposto al Museo della Battaglia di Stalingrado a Volgograd. Durante la guerra fredda tornò in Gran Bretagna per mostre temporanee in almeno tre occasioni.

## In letteratura
La spada figura in modo omonimo nella trilogia Sword of Honour di Evelyn Waugh, in cui egli contrappone la spada, simbolo per lui del tradimento dell'Europa orientale all'ateo Stalin, con la spada d'onore dell'antenato crociato del personaggio centrale della trilogia, Guy Crouchback. Prima della sua presentazione, la spada era esposta in tutto il Regno Unito come un'icona religiosa, inclusa all'Abbazia di Westminster, che costituì una scena fondamentale nella trilogia di guerra di Sword of Honor di Evelyn Waugh.